# François de Bonne de Créqui
Pour les articles homonymes, voir Famille de Créquy, Bonne et Créquy (homonymie).
François de Bonne-de-Créqui, comte de Canaples puis de Sault, seigneur d'Agout, de Vesc, de Montlaur, de Montauban, troisième duc de Lesdiguières, et Pair de France, né vers 1596, est le fils de Charles Ier marquis de Créqui et autres lieux, deuxième duc de Lesdiguières, pair de France et maréchal de France, chevalier des ordres du Roi, lieutenant-général de ses armées, gouverneur du Dauphiné, à la suite du décès de son beau-père, le connétable-duc de Lesdiguières. Il succède à son père comme 3e duc de Lesdiguières, lieutenant-général puis gouverneur du Dauphiné. Occupant ce poste pendant trente-quatre ans, il marqua profondément Grenoble de son empreinte. Il mourut le 31 décembre 1676.

## Biographie
François de Bonne de Créqui (y transformé en i depuis la Révolution française), comte de Sault, 3e duc de Lesdiguières, est le fils de Charles de Créquy (Blanchefort) et de Magdelaine de Bonne, fille elle-même du connétable de Lesdiguières et de sa première épouse Claudine de Bérenger.
Sa famille, la famille de (Blanchefort) Créquy, a hérité des possessions de plusieurs importantes lignées dont elle descend par les femmes : en Artois et Picardie, de la branche aînée de la Maison de Créquy, notamment le château de Fressin et la principauté de Poix ; en Dauphiné, de celles de la Maison de Bonne de Lesdiguières, notamment le château de Vizille, près de Grenoble, et celui de Lesdiguières. Il porte le nom de Bonne, sa famille maternelle, dont il a hérité, en Dauphiné, les charges et les biens.
Le 31 mai 1605, son père alors colonel du régiment de Créquy prend le commandement du régiment des Gardes Françaises. Il donne le commandement du régiment de Lesdiguières à son fils, alors comte de Canaples. 
En 1611 François prend le nom de comte de Sault, est fait maréchal de camp le 27 décembre 1635. Il devient en 1638 le 3e duc de Lesdiguières.
À la mort de son père, en 1638, il devint lieutenant-général du Dauphiné et en 1642, gouverneur du Dauphiné
François de (Blanchefort) de Bonne de Créquy mourut le 31 décembre 1676. La cérémonie funèbre est célébrée dans la cathédrale Notre-Dame de Grenoble le 21 janvier. Son corps est transféré  dans son fief d'origine (le Beaumont) et enterré le 4 Janvier 1677.  

### Mariages et descendance
Il épouse en premières noces, le 10 février 1619, Catherine de Bonne, sa tante, troisième fille de François de Bonne, 1er duc de Lesdiguières, le connétable de Lesdiguières, et de sa deuxième épouse Marie Vignon. Il se trouve être ainsi à la fois le petit-fils et le gendre du connétable de Lesdiguières. Née vers 1605, son épouse meurt en 1621, sans enfant. 
Il se remarie en décembre 1632 avec Anne de la Magdelaine, marquise de Ragny, fille unique de Léonor de la Magdelaine, marquis de Ragny, lieutenant-général en Charolais, Bresse, Bugey et pays de Gex, et d'Hippolyte de Gondi. Elle est la petite-fille d'Albert de Gondi, 1er duc de Retz, maréchal de France, et lui apporte, en Bourgogne, le château de Ragny avec son marquisat, ainsi que la terre et le château de Dree, alors nommé La Bazolle. Elle meurt à Paris le 2 septembre 1656, après lui avoir donné deux fils :
- l'aîné, François-Emmanuel de (Blanchefort) de Bonne de Créquy, succède à son père comme 4e duc de Lesdiguières et comme gouverneur du Dauphiné, comme seigneur de Ragny et de La Bazolle. Il meurt à Saint-Germain-en-Laye le 3 mai 1685. Il épouse le 12 mai 1675 Paule-Marguerite Françoise de Gondi, fille de Pierre de Gondi, duc de Retz, et de Catherine de Gondi, dont suite ;

- Le cadet, Charles-Nicolas de Créqui, fut marquis de Ragny, colonel de cavalerie et lieutenant-général de Dauphiné en 1670. Il mourut le 28 novembre 1678, sans avoir été marié[6].

### Un bâtisseur

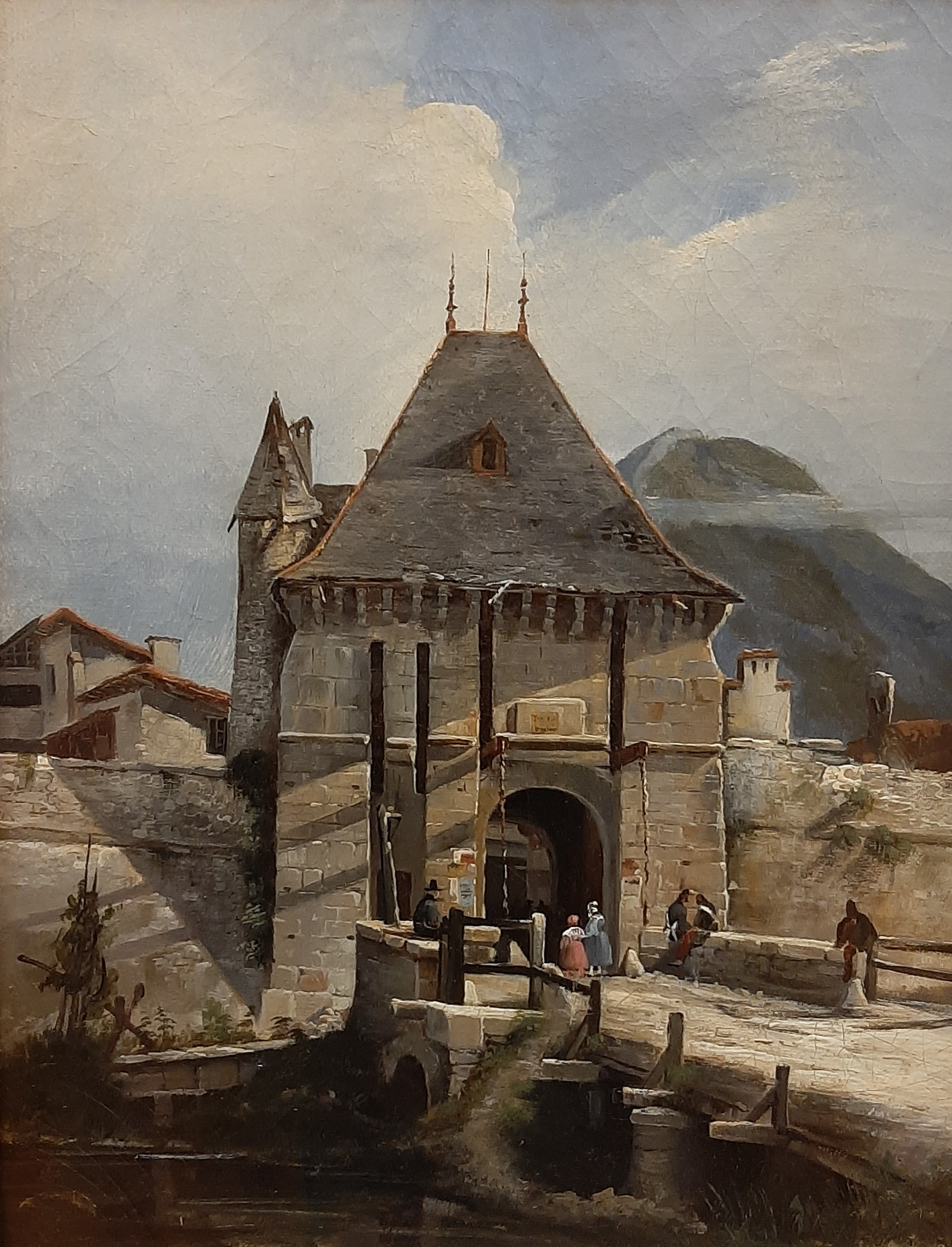
attribué à Jules Guédy La porte de Bonne

Il fait construire les grands escaliers de la cour d'honneur du château de Vizille.
Le magnifique retable en bois doré de la chapelle de Sainte Marie d'en Haut, sculpté par Nicolas Chapuis en 1662, est un don de François de (Blanchefort) de Bonne de Créquy.
Il poursuivit l'extension des fortifications de Grenoble, donnant son nom à la partie de l'enceinte dont les travaux commencèrent en 1639 mais qui durent s'arrêter en 1640 faute d'argent. Les travaux de l'enceinte Créqui ont repris de 1670 à 1675, s'achevant avec la construction de la porte Créqui.
Après la grave crue de l'Isère en novembre 1651, il s'efforça de reconstruire le pont de bois Saint-Laurent et un second pont de la ville, également en bois de chêne, en cours de construction au moment de la crue. Il fit reconstruire ce dernier pont en pierre en 1673, en face de la Trésorerie, à l'emplacement de l'actuel pont Marius-Gontard.
C'est également sur la fin de sa vie que démarre en 1675 la première partie de l'énorme chantier de canalisation du Drac à Grenoble, achevé en 1686 et qui portera le nom de canal Jourdan. En hommage à cette idée, le nom de Sault a été donné à une rue située dans l'extension de la ville réalisée à cette époque.
Il vécut assez peu dans les domaines bourguignons de son épouse.

## Postérité
La rue de Sault et le quai Créqui, deux voies situées dans le centre-ville de Grenoble ont été nommées en hommage à cet homme.